# Хебейсько-Чахарська політична рада

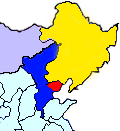
Території, підконтрольні Хебейсько-Чахарській політичній раді, позначено синім кольором

Хебейсько-Чахарська політична рада (кит.: 冀察政务委员会) — урядова структура, створена генералом Сун Чжеюанем 8 грудня 1935 року, влада якої поширювалась на частини провінцій Хебей і Чахар. Фактично Рада була підконтрольною центральному китайському уряду.

## Історія
1935 року Китайська Республіка була змушена під тиском Японії підписати угоду, що заборонила діяльність Гоміньдану в провінції Хебей та вивело ту провінцію з-під контролю китайського центрального уряду. Того ж року було підписано угоду, що прибрала з-під гоміньданівського впливу провінцію Чахар. До кінця 1935 року нанкінський уряд втратив контроль над північним Китаєм. У політичному вакуумі, що утворився, за підтримки Японії у східній частині части провінції Хебей 24 листопада 1935 року було проголошено «Антикомуністичний автономний уряд Східного Цзі», а у Внутрішній Монголії все більш активно діяв Де Ван Демчігдонров, який прагнув створити там незалежну монгольську державу.
Кендзі Доїхара спробував спонукати Сун Чжеюаня створити автономний уряд у регіоні Хебей-Чахар. Протести китайців проти цього надали японцям привід збільшити свій гарнізон у Тяньцзіні. Щоб не допустити силового створення японцями лялькової держави, Сун Чжеюань, який вважався прояпонським генералом, організував 8 грудня 1935 року «Хебейсько-Чахарську політичну раду», що взяла під контроль решту частин провінцій Хебей і Чахар. Хоч та Рада й мала, за задумом японців, сприяти відокремленню від Китаю п'яти північних провінцій (Шаньдун, Хебей, Шаньсі, Чахар і Суйюань), але насправді вона була підконтрольною китайському уряду.
На початку серпня 1937 року японські війська ввійшли до Бейпіна. 20 серпня 1937 року Хебейсько-Чахарську політичну раду було офіційно розпущено.